# Reverol
Reverol (Revenol) je nenaseljeni otočić uz zapadnu obalu Istre, dio Vrsarskog otočja. Najbliže naselje je Funtana. 
Površina otoka je 1300 m2, a visina 2 metra.
Prema Zakonu o otocima, a glede demografskog stanja i gospodarske razvijenosti, Reverol je svrstan u "male, povremeno nastanjene i nenastanjene otoke i otočiće" za koje se donosi programe održivog razvitka otoka.
U Državnom programu zaštite i korištenja malih, povremeno nastanjenih i nenastanjenih otoka i okolnog mora Ministarstva regionalnoga razvoja i fondova Europske unije, svrstan je pod "manje
nadmorske tvorbe (hridi različitog oblika i veličine)". Pripada općini Funtana.

## Vanjske poveznice
|  | Zajednički poslužitelj ima još gradiva o temi Reverol |